# Склеювання
Склеювання — метод створення нероз'ємного з'єднання елементів конструкцій за допомогою клеїв. Процес склеювання ґрунтується на явищі адгезії — зчеплення в результаті фізичних і хімічних сил взаємодії клею з різними матеріалами за певних умов.
Метод придатніший, ніж зварювання, для з'єднання різнорідних матеріалів, тому що дозволяє зберегти структуру і властивості деталей, які склеюються і з'єднувати великі поверхні складної форми. Недоліки склеювання — значна тривалість робочого циклу і необхідність застосування складної багатоопераційної технології.
Одна з головних умов одержання міцного клейового з'єднання — висока адгезія клею до поверхонь, що склеюються. Для цього в першу чергу необхідне добре змочування клеєм поверхонь деталей. При поганому змочуванні до складу клею вводять спеціальні добавки, які, крім того, сприяють зниженню залишкових напружень в клейовому з'єднанні. Це забезпечує зростання міцності й довговічності з'єднання. Підвищенню міцності сприяє і підготовка поверхонь, які склеюються — наприклад, збільшення шорсткості за рахунок механічної або хімічної обробки, нанесення спеціальних підшарків, щільне притискання склеюваних поверхонь деталей на момент формування клейового з'єднання. Важливою умовою одержання високоміцного з'єднання є присутність в клеї і на поверхнях, які склеюються, полярних або здатних поляризуватися груп.

## Технологія склеювання
Технологічний процес склеювання складається з декількох стадій:
- підготовка поверхонь під склеювання;
- нанесення клейових матеріалів на поверхні склеювання;
- твердіння (тужавіння) клею.

### Підготовка поверхонь під склеювання
Підготовка поверхонь полягає у видаленні із поверхонь склеювання забруднень та змін хімічної природи з метою досягнення максимальної змочуваності та адгезійної здатності. Ця операція є основним фактором, що визначає ресурс роботи клеєної конструкції.
Спосіб підготовки поверхонь під склеювання залежить від природи матеріалів, з яких виготовлені деталі, що склеюються, умов роботи виробу, конструктивних особливостей деталей для склеювання і типу клею, що застосовується. Способи підготовки поверхні можна поділити на фізичні та хімічні.
Фізична обробка поверхонь:
- механічна обробка — абразивне шліфування, обробка металевою щіткою, піскоструменева обробка, обробка різанням (фрезерування, токарна обробка);
- опромінення — γ-опромінення, обробка  ультрафіолетовими чи інфрачервоними променями;
- ультразвукова обробка;
- обробка статичними чи високочастотним електричним розрядом;
- газополуменева обробка.

Хімічна обробка поверхонь:
- знежирення у парах розчинників, тампоном, в апараті Сокелетта, у ванні;
- травлення;
- фосфатування;
- анодування;
- ґрунтування адгезійними ґрунтами.

### Спосіб нанесення клею
Вибір способу нанесення клею визначається його фізико-хімічними властивостями, розмірами і формою склеюваних поверхонь. Використовуються наступні способи нанесення:
- промащування рідкого клею шпателем, ракелем і т.д.;
- занурення у рідкий клей деталей перед склеюванням;
- накочування рідкого клею роликом або щіткою;
- екструзія рідкого або твердого клею через сопло;
- спікання попередньо занурених деталей у порошкоподібний клей;
- розпилення твердих клеїв електростатичне, плазмове чи газове;
- розплавлення твердих клейових заготівок;
- накладання плівок чи таблеток твердого клею.

### Твердіння клею
Параметрами затверднення клею є температура, час і тиск. Технологічний процес склеювання може також містити додатково операцю видалення із клею летких речовин розчинника.
Температура затверднення клею може бути в умовах від кімнатної температури до 350 °C. При затвердненні в умовах підвищеної температури важливим є, щоб нагрівання було рівномірним у межах всього з'єднання. Охолодження клейового з'єднання слід проводити плавно. Нагрівання може бути здійснене у печах електричного опору, індукційним методом, інфрачервоним опроміненням та ін.
Важливим технологічним параметром є тиск склеювання, що визначається типом клею, що використовується, видом і розміром склеюваних поверхонь та ступенем підгонки їх одна до одної. Тиск створюється для фіксації деталей склеювання під час затверднення,  забезпечення повнішого контакту поверхонь склеювання та змочування їх клеєм. Тиск регламентується технічною документацією на клей і не повинен перевищувати вказану величину. Для створення тиску при склеювання використовується наступне обладнання: гідравлічні преси, гідравлічні мішки, вантажі, струбцини, вакуумні мішки, автоклави.